# Regne de Ketu
El regne de Ketu fou un regne ioruba i avui dia un regne tradicional amb centre a Ketu, que és una població de poca importància a la república de Benín, amb població ioruba. Limitava al nord amb l'anomenat país de Barba; a l'est amb el domini de l' alafin d'Oyo del qual el separava el riu Awyun (un afluent del riu Ogun); a l'oest amb Dahomey; i al sud amb els regnes Egba (Egbalàndia o Abeokuta), Ilaro, Okeodan i de Porto Novo.

## Història
El regne es va originar en l'emigració de Shopasan, net d'Oduduwa. Després de creuar el riu Ogun, es van dividir en tres grups: Shopasan i el seu nebot Owe es van dirigir a l'oest i van fundar l'embrió del que fou el regne de Kotu; un segon grup es va dirigir al nord-oest i després al sud per fundar el regne de Sabe o Shabe; i el tercer grup es va dirigir al sud i va fundar el regne d'Oyo. Shopasan es va establir en un turó (Oke Oyan) prop de Shaki al riu Oyan, afluent del Ogun; d'allí es van dirigir més tard a Aro on Shopasan va morir i el va succeir el seu nebot Owe.
En el regnat del setè rei (oba) Ebe, es va produir una nova emigració, ara des de Aro, que també es va dividir en tres grups; un el va fundar Idofa (del nom del caçador Idofa que els dirigia); un altreIgbo Ora a la regió d'Ibarapa; i el tercer grup, el principal, dirigit per Ede i el caçador Alalumon, amb 120 famílies, es va establir a Ketu a l'entorn d'un arbre anomenat iroko. El nom derivaria de la pregunta "Ke tu ile? Ke fo ilu? (Qui pot redreçar la gepa del geperut? Qui pot trencar la nostra ciutat?). La llista dels oba (títol Alaketu) s'ha conservat, i són 61 Alaketu fins al dia d'avui, però les dates només es poden més o menys establir a partir del segle xviii.
Ketu conserva les muralles i la gran porta (Idena) un exemple de l'arquitectura militar ioruba, i el millor conservat. Les fortificacions haurien estat construïdes en temps del 14è oba, Alaketu Sha, i acabades pel seu successor Alaketu Epo. El regne s'estenia a l'est fins a Meko a uns 30 km (avui a Nigèria), el governador de la qual (baale) es va separar vers 1865 i es va sotmetre a l'Imperi d'Oyo; a l'oest arribava fins al riu Weme (Ouéme); al nord fins al riu Okpara que el separava de territori de Shabe o Sabe; el límit sud no es pot precisar.
Després de segles de vida tranquil·la sense cap esdeveniment, en algun moment del segle xviii el regne va haver de pagar tribut a l'alaafin d'Oyo, situació que va durar un segle o fins i tot una mica més. Algunes poblacions que pertanyien a Ketu van ser incorporades a Oyo sota un governador com el Elehin Odo a Ifonyin i el Oniko a Ikolaje, per garantir (junt amb altres) la ruta a la costa; aquestes ciutats gaudien d'autonomia però pagaven tribut a l'alaafin, i a fer el pagament acompanyaven al Alaketu en el seu viatge a Oyo.
Mentre a l'oest emergia cada cop més fort el regne fong de Dahomey (amb capital a Abomey) que a començament del segle xvii sota el rei Agaja Trudo "Tossu" (1708 - 1727) va intentar controlar territoris cap a la costa on va xocar amb els interessos d'Oyo. De la guerra entre els dos regnes va resultar la victòria d'Oyo i la imposició de tribut al rei de Dahomey (1730). Però Dahomey es va recuperar aviat, i va poder conservar els regnes de Whydah i Ardrah a la costa, fins a Badagry, mentre s'estenia al nord-oest després d'una guerra victoriosa amb els aixantis. El 1789 Dahomey va envair Ketu. Les fonts dahomeyanes diuen que la van ocupar i se'n van emportar molts captius, però les tradicions de Ketu diuen que no es van atrevir a atacar Ketu i es van limitar a saquejar la població d'Iwoye.
En els anys següents hi va haver periòdicament un estat de guerra continuada contra Dahomey; Oyo va defensar als seus tributaris però l'estat Oyo es va enfonsar el 1817; llavors Ketu va fer aliança amb Abeokuta però finalment el 1886 Ketu fou conquerida per Dahomey. Per tractat de 29 de maig de 1888 el regne fou posat sota protectorat britànic però pel conveni franco-britànic va quedar en territori francès. El regne fou restaurat, però sense poder, pels francesos, el 1893, s'ha mantingut com un estat tradicional.

## Reis (Oba Alaketu)
- 1795 - 1816 Ajibolu
- 1816 - 1853 Adebiya
- 1853 - 1858 Adegbede
- 1858 - 1867 Adiro
- 1867 - 1883 Osun Ojeku
- 1883 - 1886 Agidigbo Hungbo (Regent)
- 1893 - 1894 Ida (reina, regent)
- 1894 - 1918 Oyengen
- 1918 - 1936 Ademufekun Dudu
- 1937 - 1963 Alamu Adewori Adegibite
- 1964 - 2004? Pascal Adeoti Adetutu
- 2005 - Alaro Alade-Ife